# Yun Chi-ho
Yun Chi-ho (hanja: 尹致昊, hangul 윤치호, født 26. december 1864 i  Asan, Syd Chungcheong-provinsen, død 9. december 1945, Gaesong, Gyeonggi-do, Sydkorea) var en koreansk politiker, uafhængighedaktivist og lærer. Han var onkel til Yun Po Sun, Sydkoreas fjerde præsident.